# Orion (imię)
Orion — imię męskie pochodzenia greckiego (gr. Ωριων) o nieznanym znaczeniu. Być może wywodzi się ono od gr. ‘οριον (horion) — "granica". W mitologii greckiej był to myśliwy, który zginął od ukąszenia wielkiego skorpiona nasłanego przez boginię łowów Artemidę i zamieniony w konstelację. Patronem tego imienia w Kościele katolickim jest św. Orion, jeden z grupy męczenników z Filippopoli.
Orion imieniny obchodzi 24 maja.
Zobacz też:
- inne znaczenia słowa Orion
- Orion (Pireneje Atlantyckie)